# Landtagswahlkreis Münster II
Der Landtagswahlkreis Münster II ist ein Landtagswahlkreis in Nordrhein-Westfalen.
Sein Gebiet umfasst folgende Kommunalwahlbezirke der kreisfreien Stadt Münster: 
- 04 Piusallee
- 07 Mauritz-Mitte
- 08 Herz-Jesu
- 09 Pluggendorf/Bahnhof
- 10 Schützenhof/Hafen
- 20 Gremmendorf
- 21 Wolbeck
- 22 Angelmodde
- 23 Berg Fidel
- 24 Hiltrup-Ost
- 25 Hiltrup-Mitte
- 26 Amelsbüren

## Geschichte
Bei der ersten Landtagswahl 1947 hatte die Stadt Münster nur einen Wahlkreis, zur Wahl 1966 kam ein zweiter Wahlkreis hinzu. Zur Wahl 1980 wurde der Zuschnitt beider Wahlkreise geändert, nachdem das Stadtgebiet von Münster im Zuge der Gebietsreform 1975 vergrößert wurde. Der Wahlkreis Münster II umfasste seitdem den südlichen Teil der Stadt Münster, nämlich die Stadtbezirke Süd-Ost und Hiltrup sowie die südlichen Teile der Stadtbezirke West und Mitte. Seit der Landtagswahl 2017 orientiert sich der Zuschnitt an den Kommunalwahlbezirken.
Zur Landtagswahl 2022 erhielt die Stadt Münster einen dritten Wahlkreis, wodurch der Zuschnitt geändert wurde. Im Zuge dessen gab der Wahlkreis Münster II die Wahlbezirke 11 Geist/Pluggendorf, 12 Aaseestadt, 13 Düesberg, 27 Albachten, 28 Mecklenbeck und 29 Roxel an den neuen Wahlkreis Münster III – Coesfeld III ab. Dafür kamen aus dem Wahlkreis Münster I die Wahlbezirke 04 Piusallee und 07 Mauritz-Mitte hinzu.

## Landtagswahl 2022
Wahlberechtigt waren 88.376 Einwohner, die Wahlbeteiligung betrug 65,8 Prozent.
| Direktkandidat  | Partei     | Erststimmen in % | Zweitstimmen in % |
| --------------- | ---------- | ---------------- | ----------------- |
| Teresa Küppers  | CDU        | 30,7             | 30,0              |
| Sandra Beer     | SPD        | 20,7             | 21,0              |
| Martin Gerhardy | FDP        | 5,0              | 5,5               |
| Richard Mol     | AfD        | 2,3              | 2,4               |
| Robin Korte     | GRÜNE      | 35,3             | 32,3              |
| Ulrich Thoden   | LINKE      | 3,1              | 2,9               |
| Heidi Pelster   | Die PARTEI | 1,5              | 1,0               |
| Martin Grewer   | Volt       | 1,3              | 1,8               |
| Victor Schmidt  | MSP        | 0,1              | –                 |
| –               | Sonstige   | –                | 3,1               |

## Landtagswahl 2017
Bei der Landtagswahl waren 114.590 Personen wahlberechtigt, von denen 71,0 % an der Wahl teilnahmen.
| Direktkandidat       | Partei   | Erststimmen in % | Zweitstimmen in % |
| -------------------- | -------- | ---------------- | ----------------- |
| Svenja Schulze       | SPD      | 33,00            | 28,40             |
| Stefan Nacke         | CDU      | 37,50            | 32,10             |
| Christoph Kattentidt | GRÜNE    | 10,40            | 11,80             |
| Dietmar Uhlenbrock   | FDP      | 7,50             | 13,00             |
| Felix Wöstmann       | PIRATEN  | 1,50             | 1,00              |
| Johanna Wegmann      | LINKE    | 5,80             | 6,80              |
| Michael Jahn         | AfD      | 3,40             | 4,00              |
|                      | Sonstige | 0,70             | 2,90              |

Neben dem erstmals gewählten Wahlkreisabgeordneten Stefan Nacke (CDU), der das Direktmandat nach fünf Jahren von der SPD zurückerobern konnte, wurde dessen Vorgängerin Svenja Schulze über Platz drei der SPD-Landesliste in den Landtag gewählt. Sie legte ihr Mandat jedoch bereits am 16. März 2018 wegen der Berufung zur Bundesministerin für Umwelt und Reaktorsicherheit nieder.

## Landtagswahl 2012
| Direktkandidat   | Partei   | Erststimmen in % | Zweitstimmen in % |
| ---------------- | -------- | ---------------- | ----------------- |
| Thomas Sternberg | CDU      | 33,08            | 26,46             |
| Svenja Schulze   | SPD      | 40,12            | 34,01             |
| Gunnar Risse     | GRÜNE    | 13,64            | 18,83             |
| Jörg Berens      | FDP      | 4,33             | 9,14              |
| Rüdiger Sagel    | LINKE    | 2,32             | 2,36              |
| Sebastian Kroos  | PIRATEN  | 5,86             | 6,54              |
| Sonstige         | Sonstige | 0,65             | 2,67              |

## Landtagswahl 2010
Bei der Landtagswahl am 9. Mai 2010 waren 106.621 Einwohner wahlberechtigt. Bei einer Wahlbeteiligung von 66,3 % gewann Thomas Sternberg (CDU) das Direktmandat.
| Direktkandidat   | Partei   | Erststimmen in % | Zweitstimmen in % |
| ---------------- | -------- | ---------------- | ----------------- |
| Thomas Sternberg | CDU      | 40,01            | 34,92             |
| Svenja Schulze   | SPD      | 36,55            | 29,59             |
| Josefine Paul    | GRÜNE    | 15,23            | 19,23             |
| Petra Pabst      | FDP      | 3,93             | 7,01              |
| Ali Atalan       | LINKE    | 4,28             | 4,79              |
| -                | Sonstige | –                | 4,5               |

## Landtagswahl 2005
Wahlberechtigt waren 103.305 Einwohner. Direkt gewählt wurde Thomas Sternberg (CDU).
| Direktkandidat         | Partei | Stimmen in % |
| ---------------------- | ------ | ------------ |
| Svenja Schulze         | SPD    | 33,2         |
| Thomas Sternberg       | CDU    | 44,2         |
| Arne Reuter            | FDP    | 6,6          |
| Rüdiger Sagel          | GRÜNE  | 12,1         |
| Marcus Lürenbaum       | REP    | 0,3          |
| Arthur Achziger        | PDS    | 0,9          |
| Dennis Dormuth         | NPD    | 0,6          |
| Sieglinde Nowak        | ödp    | 0,4          |
| Lorenz Müller-Morenius | WASG   | 1,8          |